# Bugullor
Bugullor is een bestuurslaag in het regentschap Pasuruan van de provincie Oost-Java, Indonesië. Bugullor telt 8385 inwoners (volkstelling 2010).